# Борну
Борну (Борно) — доколоніальна держава XIV–XIX століть у Сахарській зоні Сахель, в Африці, на межі нинішніх територій Нігерії, Нігеру і Чаду.
Вперше згадується в арабських хроніках у XIV столітті. Успадкувавши значною мірою населення і територію від держави Канем, Борну займало територію по обидві сторони озера Чад площею близько 250 тисяч км². У XV ст. зуміло за правління Алі-Гаджи повернути частину володінь Канем.
Столицею держави спочатку було місто Нгазаргаму, а потім — Кука (Кукава) з населенням 60 тисяч чоловік у середині XIX століття. найбільшого піднесення досягла за правління Ідріса III. Населення сповідувало іслам, на початку XIX століття в Борну до влади прийшли ісламські радикальні елементи і держава оголосила джихад, ведучи кровопролитні релігійні війни зі своїми сусідами.
Основним предметом вивозу для Борну протягом сторіч були раби, а також худоба. Завозились метали, цукор, сіль і зерно. Платіжним засобом були мушлі каурі, 4000 яких дорівнювали 1 талеру Марії Терезії.
У 1893 році Борну було завойоване суданським работорговцем Рабіх аз-Зубайром. У 1900 році французькі війська завдали загонам Рабіха аз-Зубайра нищівної поразки, після чого його держава перестала існувати і в 1901 році була розділена між Великою Британією, Францією і Німеччиною.